# Поколенная роспись

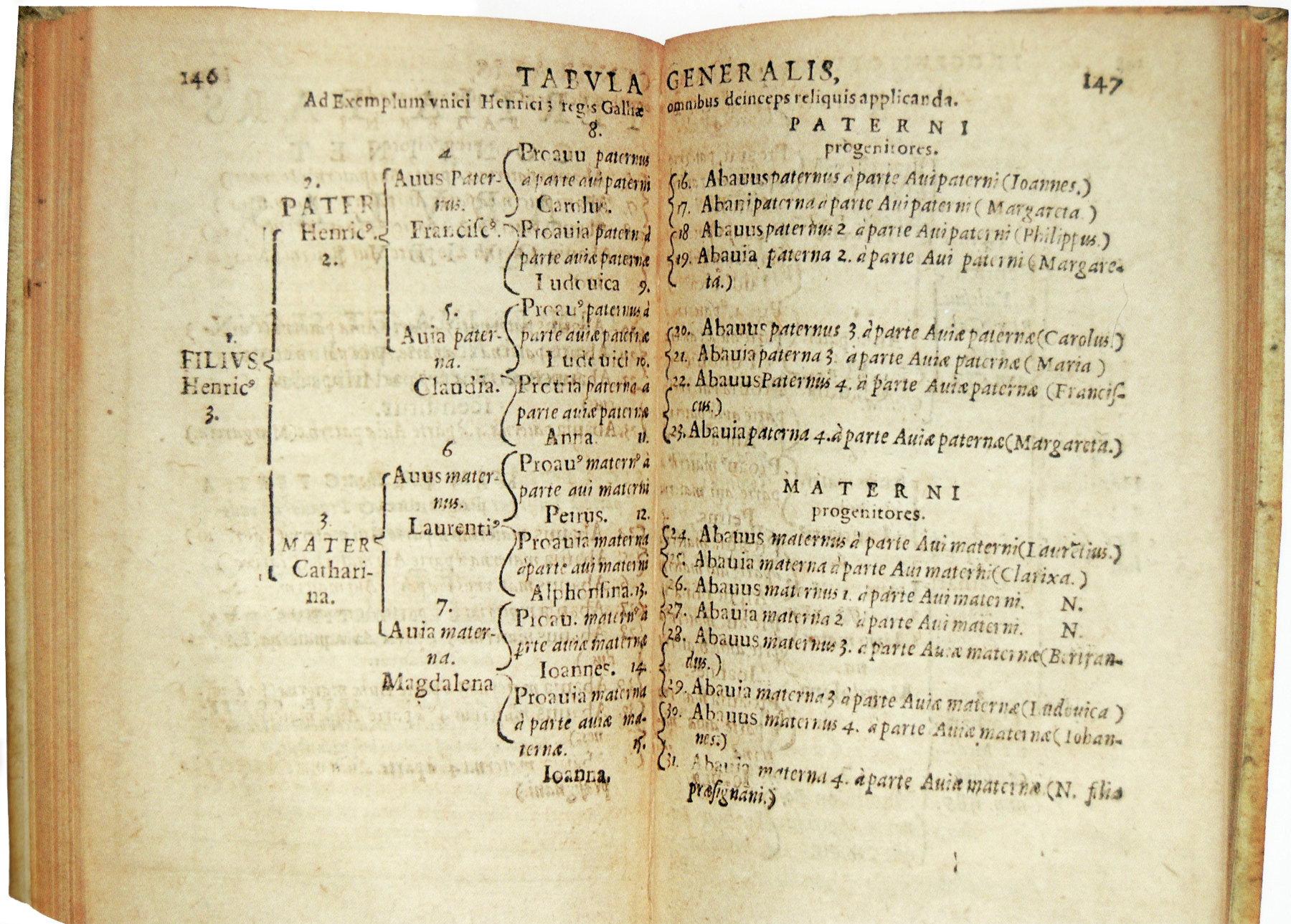
Прототип поколенной росписи (восходящей) Генриха III в издании XVI века

Поколе́нная ро́спись, или родословная роспись, — документ, в котором в форме разбитого на поколения списка людей представлены сведения о чьих-то потомках (нисходящая роспись) или чьих-то предках (восходящая роспись).
Разновидность родословных; в отличие от генеалогических деревьев, в которых родство отображается в графическом виде (с помощью скобок, линий, выравнивания по горизонталям или вертикалям и т. д.), в поколенных росписях информация о родстве передаётся через систему нумерации поколений и индивидуумов.